# Bärenklauen

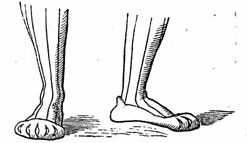
Bärenklauen

Bärenklauen (auch Bärentatzen, Ochsenmäuler oder Kuhmäuler genannt) sind typische Schuhe der frühen Neuzeit (16. Jahrhundert).
Die Bärenklauen sind aus den Entenschnäbeln hervorgegangen, diese wiederum aus den spitzen Schnabelschuhen.
Sie haben breite Sohlen, sind an der Seite und hinten kaum einen Fingerbreit hoch und haben auf der Vorderseite einen mehrmals geschlitzten und unterpufften Sack.